# Hotel Cecil
El Hotel Cecil (también conocido como el Stay on Main Hotel, Cecil Hotel e informalmente el Cecil, Hotel Muerte o El Suicida) es un complejo de viviendas accesible en el centro de Los Ángeles, ubicado en la 640 S. Main Street. Fue fundado en 1924 por tres empresarios hosteleros y cuenta con 700 habitaciones y 19 pisos de altura. El hotel es especialmente conocido por largas crónicas de muertes violentas, suicidios, presuntos avistamientos de asesinos en serie y tragedia relacionada principalmente con sus años como un edificio SRO (Departamento de vivienda y desarrollo urbano) en las afueras de Skid Row, y que ha despertado siempre un gran interés por el edificio. Las renovaciones iniciadas en 2017 se detuvieron por la pandemia de COVID-19, lo que provocó el cierre temporal del hotel. El 13 de diciembre de 2021, renovado y remodelado, se reinauguró el Hotel Cecil como conjunto habitacional de interés social, con oferta tanto de habitaciones de hotel como de unidades residenciales.

## Historia

### 1924 - 1927
La historia del hotel se remonta a 1924, cuando los empresarios William Banks Hanner, Robert H. Schops y Charles L. Dix se asociaron para crear el hotel de lujo más alto en Los Ángeles, California. El Cecil fue construido en este mismo año por el hotelero Roberto Musso como destino para turistas y viajeros de negocios durante los primeros años de la década de 1920, con la intención de ser un hotel de lujo en una sociedad americana que no paraba de crecer. Se construyó en el sitio de una casa que luego se había convertido en una granja de pollos/tienda de mascotas llamada Fancier 's Exchange. Esta tienda de pollos permaneció en el negocio hasta la década de 1920 antes de que la propiedad fuera vendida a W.W. Paden and Associates para un nuevo hotel.
Diseñado por Loy Lester Herrero con un estilo arquitectónico Beaux Arts, el hotel costó 1 millón de dólares y presumió de un lujoso lobby hecho de mármol con ventanas vitrales, macetas con palmeras y estatuas de alabastro. Hanner tenía confianza al invertir en el proyecto, ya que varios hoteles similares habían sido establecidos en distintos lugares del centro de la ciudad además de en otros lugares del mundo como en Londres, donde también había un Hotel Cecil.
La ubicación central del hotel cerca de las líneas de ferrocarril a lo largo de South Main Street hizo que fuera atractivo para los hombres de negocios que se dirigían al distrito financiero de Spring Street, así como para los aficionados al juego en su camino al Broadway Theatre District, según la exitosa solicitud del desarrollador para que el hotel fuera declarado Monumento Histórico-Cultural. Aun así, su ubicación, en la zona conocida como “Skid Row”, lo situaba en uno de los barrios de Los Ángeles con más personas en situación de calle, convirtiéndose entonces en una residencia para inquilinos de bajos ingresos y turistas con intenciones de invertir unos pocos dólares. Inicialmente sus tarifas eran de 1,5 $ por una de las 300 habitaciones sin cuarto de baño, 2 $ si incluían lavabo (200 habitaciones). El resto tenían baño completo y costaban 2,5 $.

#### 1927
Apenas cinco años después de ser construido el Hotel Cecil, Estados Unidos se sumergió en la Gran Depresión. Cuando el hotel se inauguró en el año 1927, se convirtió rápidamente en un hotel popular en sus primeros años, su clientela se basaba en una mezcla de europeos que iban a Los Ángeles y los propios angelinos, los cuales frecuentaban el lugar debido al glamuour que tenía.

### 1940 - 2014
Aunque el Cecil se consideraba un lugar elegante durante los años 40, decayó durante las décadas siguientes debido a que la zona cercana conocida como Skid Row comenzó a poblarse de indigentes, en gran parte a causa de las consecuencias del crac del 29.
La distribución de la riqueza en ese momento era muy desigual, así que los trabajadores encontraron en el mundo bursátil la forma de sobrevivir. Es así que comenzaron a invertir sin los conocimientos adecuados, la demanda colapsó y el mercado se deprimió. Millones de personas entraron a la pobreza en menos de tres días, lo que afectó a la economía estadounidense. Las principales consecuencias las sufrieron los bancos, siendo de los primeros en verse perjudicados, ya que la mayoría cotizaba sus acciones en el mercado de capitales. A su vez, el desempleo llegó a niveles altísimos, ya que muchas empresas vieron cómo sus ventas disminuyeron con la crisis. El bajo poder adquisitivo de los ciudadanos y gran stock que estaba disponible provocó una merma en los precios de los productos.
Durante varios años de crisis por el fuerte impacto económico que había en esa época, el Hotel Cecil se vio afectado y poco a poco empezaron a frecuentarlo personas de clases sociales diferentes a las que originalmente iban a hospedarse en el edificio. Para 1950, el hotel se consideraba una residencia para transeúntes. Dicho barrio, Skid Row, ejemplificó de manera clara el drama de las personas sin techo en Estados Unidos, pues en esa zona en particular se estima que la esperanza de vida decae hasta los 48 años, en comparación con los 80 del resto de la ciudad. Fue también en este contexto que la leyenda del hotel comenzó a crearse, con numerosos casos de asesinatos y suicidios en las décadas posteriores y hasta su cierre. El malestar social era generalizado y muchas personas se quitaron la vida durante estos años; la crisis cuadruplicó los suicidios en 1929, en EE UU, la tasa fue de 17,4 por cien mil habitantes. Los grandes magnates de la Bolsa, ahogados por las pérdidas y las deudas, protagonizaron la crónica negra de la crisis económica.
A mediados de la década de 2000, partes del centro de Los Ángeles se estaban volviendo cada vez más aburguesadas. En 2007, un grupo liderado por Fred Cordova compró el Cecil por 26 millones de dólares. Comenzaron a transformar parte del Cecil en "The Stay", un hotel boutique económico para turistas modernos de clase media. Muchos de los residentes pobres a largo plazo fueron expulsados.

#### 2011
En 2011 el establecimiento dividió el negocio en tres distintos: Hotel Cecil en las plantas superiores; Stay on Main, en plantas intermedias y con página electrónica propia, y las primeras plantas que se reservaron para residentes permanentes. El sitio web antiguo, thececilhotel.com, expiró a finales del 2013. Se crearon, además dos recepciones y decoraciones distintas. El inconveniente era que los ascensores eran comunes y todos los clientes podían acceder a todas las plantas. Este mismo año se llamó al hotel Stay on Main, con el objetivo de alejarse de 'Cecil'.

### 2014 - 2022

#### 2014
El hotel se vendió en 2014, un año después del asesinato más mediático protagonizado en el Hotel Cecil, a un hotelero de Nueva York llamado Richard Born por 30 millones de dólares. La compañía Simon Baron Development, también con base en Nueva York, adquirió el arrendamiento de la propiedad. Matt Baron, presidente de la Simon Baron, dijo estar interesado en la preservación de aquellos objetos con valor arquitectónico e histórico como, por ejemplo, el imponente lobby del hotel. No obstante, también afirmó que la compañía tenía planeado renovar por completo el interior del hotel como así también terminar la mezcolanza de trabajos hechos en los últimos años del Hotel Cecil.

#### 2017
En febrero de 2017, el Ayuntamiento de Los Ángeles votó de manera unánime (10 votos a favor por 0 en contra) para que el Hotel Cecil fuese considerado como monumento histórico y cultural, por ser un ejemplo representativo de la industria hotelera estadounidense de principios del siglo XX, así como por la importancia histórica de sus vastas obras arquitectónicas y el hecho de que fuera diseñado por Loy L. Smith, uno de los más importantes arquitectos de la época. Además, este mismo año el hotel cerró oficialmente por renovaciones extensas.

#### 2019
En 2019, Marmol Radziner, una firma de diseño de interiores con sede en Los Ángeles, anunció sus planes para la renovación del hotel, que incluirá 299 habitaciones de hotel y 264 unidades asequibles.

#### 2021
En diciembre de 2021 el Cecil Hotel se inauguró finalmente por la organización Skid Row Housing Trust con más de quinientas viviendas asequibles para dar cobijo a personas sin hogar o con dificultades para encontrar vivienda. En la actualidad, la zona en la que se encuentre el hotel es considerada una zona infernal en el corazón de Los Ángeles. En el Skid Row, localizado al este del Downtown, viven en 2 km cuadrados 12.000 personas viven sin agua potable ni aseos; se dice que es un lugar al que van a parar los "caídos del sueño americano", los que perdieron su hogar y los que nunca tuvieron. El Hotel Cecil ofrece a los residentes unidades de ocupación de una sola habitación junto con pequeños estudios de "eficiencia", con entrada segura y acceso a espacios de cocina comunitarios, lavandería y una sala de recreación.

#### 2022
En abril de 2022, el histórico anuncio de tarifas de habitaciones del Cecil Hotel pintado en su pared exterior suroeste fue blanqueado ilegalmente. Aunque no está claro si los propietarios, los arrendatarios o los subarrendatarios fueron los responsables de la eliminación de la señalización del lugar protegido, es probable que se eliminó para dar paso a un nuevo mural o valla publicitaria. El anuncio original, que había estado en el edificio desde al menos 1927, decía: "Hotel Cecil tarifas bajadas diarias semanales 700 habitaciones".
La Esotouric Tour Company, quien se enteró de los cambios a través del grupo de Facebook de conservacionistas históricos de Los Ángeles, dice que la eliminación del signo protegido es ilegal. Esotouric está alentando a otros en Los Ángeles que están desanimados y enfurecidos al enterarse de este último ejemplo de Los Ángeles con su historia borrada por el rápido desarrollo urbano para enviar su propio mensaje a la Oficina de Recursos Históricos, pidiéndole que restaure el letrero. La compañía solicita el estatus de Monumento Histórico-Cultural, como lo hizo con éxito el propietario del Hotel Cecil en 2017. Esta pide a la Comisión de Patrimonio Cultural de la ciudad que ordene al propietario de Cecil que descubra el letrero encalado y, si eso no es posible, que considere contratar a un pintor de letreros profesional para restaurar el letrero a su apariencia más antigua registrada.

## Reputación por violencia, muertes y suicidios
A medida que la zona en la que se encuentra el Hotel Cecil entraba en decadencia, los suicidios y las muertes violentas empezaron a volverse frecuentes en sus instalaciones. Con 17 suicidios documentados y, al menos, dos asesinatos durante más de cinco décadas, este hotel se convirtió en todo un misterio para los ciudadanos de Los Ángeles. Una de las explicaciones posibles para la cantidad de suicidos registrados en el Hotel Cecil puede ser el desastre económico generalizado provocado por la caída de la bolsa en el año 29, lo cual provocó la ruina súbita de muchas economías domésticas.
Además de los suicidios, la historia del Cecil cuenta con otros hechos violentos y salaces. Era también un punto de encuentro frecuente para parejas adúlteras, actividades relacionadas con drogas y prostitución. Se cuenta que en 1947, Elizabeth Short, una actriz apodada posteriormente por la prensa como "Dalía Negra", fue vista tomando una copa en el bar del hotel, tan solo días antes de su notorio asesinato, que hasta hoy sigue sin haber sido resuelto. Además, dos asesinos en serie se hospedaron en el hotel al mismo tiempo que asesinaron y violaron a muchas de sus víctimas. El hotel también fue escenario de un brutal asesinato a una pensionista en los años 60 y marco en el que una joven estudiante canadiense fue encontrada muerta en un tanque de agua del Cecil.

### 1926 - 1927
El cuerpo de William F. McKay, durante años un operador minero en Arizona, murió en el Hotel Cecil a los 62 años de edad, según se publicó en Los Ángeles Times el 19 de junio de 1926. No se específica en ningún lado la causa de la muerte. McKay fue enterrado en su antigua casa en Colfax, Washington.
El primer crimen registrado en el hotel fue el de Percy Ormond Cook, de 52 años. En enero de ese año se quitó la vida a posteriori de pelear con su esposa e hijo. Cook dejó una nota dirigida a “la prensa” en la que decía haber gastado 40.000 dólares en los últimos seis meses en un vano intento de comprar la felicidad y se suicidó anoche en una habitación del Hotel Cecil.“El dinero no puede comprar la felicidad”, escribió Cook en lo que esperaba fuera su mensaje de despedida. “Lo he intentado y encuentro que no se puede hacer. He perdido a mi esposa, a mi hijo y a mi hogar, y estoy haciendo lo único que me queda por hacer”. Se dice que anteriormente fue dueño de los apartamentos Willard en Hollywood y se creía que era rico. Su hijo, a quien se refería en la nota, es estudiante en Harvard y su exesposa vive en Providence.

### 1931 - 1939
Según otras fuentes, el primer suicidio llevado a cabo en el Hotel Cecil se documentó en 1931. Un hombre de 46 años identificado como W.K. Norton, pero que se registró en el hotel, según la policía, como James Willys de Chicago, murió en su habitación luego de haber ingerido veneno en cápsulas.
Un año más tarde, Benjamín Dodich, de 25 años, se disparó en la sien derecha. El detective-teniente Baggot de la brigada central de homicidios dijo que no se podía atribuir ninguna razón aparente para el acto. Los documentos encontrados en su persona indicaron que anteriormente había vivido en 301 South Boyle Avenue. El cuerpo fue encontrado por la Sra. Carrie Brown, una mucama del hotel.
En julio de 1934 el sargento del Cuerpo Médico del Ejército de Estados Unidos Louis D. Borden, de 53 años, se cercenó el cuello con una navaja en su habitación, luego de escribir varias notas suicidas. Más tarde, los oficiales de investigación informaron que Borden se quitó la vida debido a problemas de salud.
En marzo de 1937, Grace E. Magro cayó de una ventana del noveno piso y su cadáver quedó enredado en los cables telefónicos, nunca se llegó a comprobar si se trató de un suicidio o un homicidio. Los oficiales declararon que M.W. Madison, marinero de 26 años del U.S.S. Virginia, quien era la acompañante de la mujer, estaba durmiendo al momento de los hechos y no pudo dar ninguna explicación por la acción de la mujer. J.B. Read, Jr., gerente del hotel, corroboró su historia.
Un año después, Roy Thompson, de 35 años, bombero de la Infantería de Marina de los Estados Unidos, sin dejar notas para explicar su acción, saltó del decimocuarto piso y cayó sobre el techo de vidrio de un edificio vecino. Se encontraba registrado en el hotel, 640 So. Main Street, durante varias semanas.
En mayo de 1939, el oficial de la Armada Erwin C. Nablett, de 39 años, fue hallado muerto luego de haber ingerido veneno. Neblett fue encontrado inconsciente en el piso de la habitación del hotel por una mucama, quien llamó a la policía. Murió poco después de su llegada. Dentro de su habitación, la policía encontró una carta sellada dirigida al Dr. D.C. Neblett de Staten Island. La policía no abrió la carta; en cambio, fue enviada junto con el cadáver a una morgue en Long Beach.

### 1940 - 1947
Al año siguiente se repitió esta escena con la maestra Dorothy Seger, de 45 años. La docente estuvo al borde de la muerte en el hospital de recepción de Georgia Street, después de haber tomado veneno en su habitación en un hotel según informó la policía.
Pasaron cuatro años para que el Hotel Cecil fuera escenario de un aterrador asesinato. En septiembre de 1944, Dorothy Jean Purcell, extrabajadora de guerra, la cual compartía su cuarto con su novio, dio a luz a un bebé en el cuarto del hotel ella sola sin despertar a su acompañante. Como pensó que el bebé estaba muerto, lo arrojó por la ventana y la puerta. Más tarde la joven de 19 años se defendió diciendo que no sabía que estaba embarazada. El cirujano de autopsias del condado, Frank R. Webb, declaró que el bebé nació vivo y que sus pulmones se llenaron de aire. Fue acusada de asesinato, pero exculpada por demencia.
En noviembre de 1947, Robert Smith murió a posteriori de saltar desde una ventana del séptimo pavimento, a los 35 años.
El 15 de enero de 1947, apareció la joven estadounidense Elizabeth Short en un baldío brutalmente asesinada. Se dice que el 9 de enero Elizabeth Short, unos día antes de que apareciera su cuerpo, fue vista por última vez con vida en el bar del Hotel Cecil. A los 19 años la joven, también llamada 'La Dalía Negra' por una película llamada así y estrenada unos días previos a su muerte, la cual trataba de la desaparición de una chica a la que luego encontraron muerta, había llegado a Los Ángeles y trabajaba como camarera en Hollywood mientras soñaba con ser actriz; según se dice protagonizó películas y documentales e, incluso, inspiró varios libros.

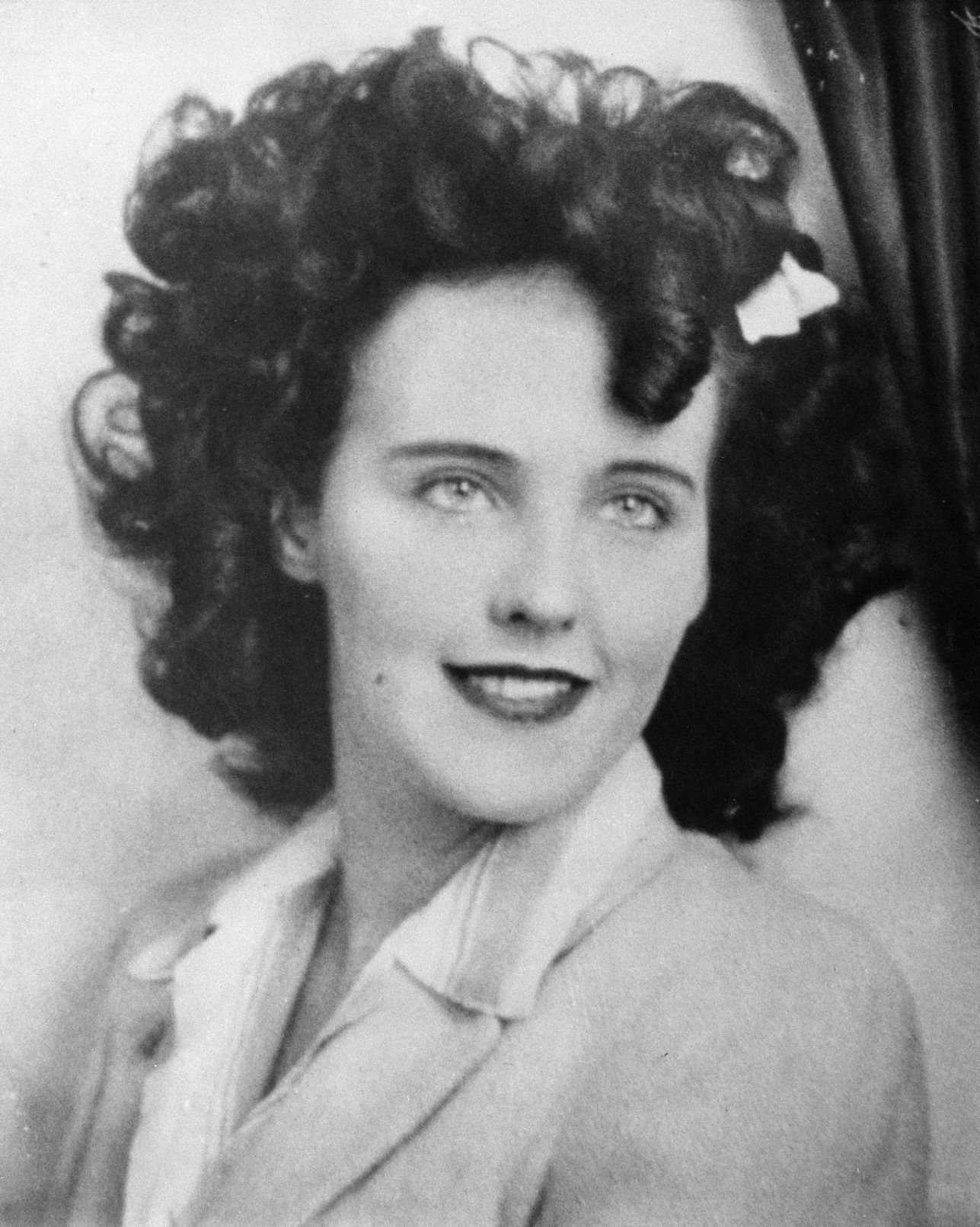
Elizabeth Short

Su cuerpo fue hallado seccionado en dos. Tenía la cara cortada desde la boca hasta las orejas y le habían arrancado el corazón, el bazo y los intestinos. La autopsia indicó que tenía marcas por ataduras con una cuerda en muñecas y tobillos. Eso sugería que había estado maniatada y torturada durante tres días. El 23 de enero de 1947 su asesino llamó al editor del periódico Los Ángeles Examiner, preocupado porque no cubrían la noticia del crimen. El sujeto envió al día siguiente un paquete que contenía su certificado de nacimiento, fotografías y una agenda que tenía escrito en su tapa el nombre de Mark Hansen. Pero Mark Hansen no fue el único sospechoso del crimen, hubo otros hombres investigados, pero por distintos motivos y coartadas, nada pudo comprobarse.
El último que la vio con vida fue el recepcionista del Hotel Cecil, a las diez de la noche, del día 9 de enero, cuando ella dejó el bar, cruzó el lobby y salió a la calle. Sin embargo, el sospechoso que más llamó la atención en este caso fue el médico millonario George Hodel. Su hijo, Steve, encontró en 1999 una foto de la joven; empezó a investigar y concluyó que su padre era quien había asesinado a Elizabeth Short. Los indicios que llevaron a descubrir al doctor fueron, entre otras cosas, que tenía los conocimientos requeridos para los cortes que sufrió el cadáver, su consultorio médico estaba situado a dos cuadras del Cecil, una hija lo había denunciado por abuso sexual y en esos días estaba solo en la mansión que tenía Hollywood. Según Steve Hodel tenía todas las pruebas para inculpar a su padre, pero no lo apresaron porque temían que destapara una serie de tratos ilegales que había entre médicos abortistas y agentes policiales.
A pesar de las afirmaciones hechas por numerosos artículos periodísticos, blogs y programa de televisión durante décadas, no existen evidencias sólidas en la actualidad que respalden que Elizabeth Short fuera vista por última vez en el Hotel Cecil en 1947, como afirmó el escritor Steve Harvey en una columna de 1995 en Los Ángeles Times, quien citó a Ken Schessler, autor del libro This is Hollywood. Esta cita olvidada volvió a la vida como una leyenda urbana en 2015 cuando el escritor independiente Hadley Meares la reintrodujo en un artículo titulado "El suicidio": el hotel Cecil y las calles malas del notorio barrio marginal de Los Ángeles. Luego, en 2017, Meares apareció como un historiador de Los Ángeles en un programa llamado Horrors at the Cecil Hotel, una docuserie que también vincula incorrectamente a la joven estadounidense con el Cecil. Según los archivos de LAPD (Departamento de Policía de Los Ángeles) y los historiadores de La Dalía Negra, Elizabeth Short fue vista con vida por última vez en el Hotel Biltmore de Los Ángeles el 9 de enero de 1947. Inmediatamente antes de eso, vivía en San Diego. Después de ser vista por última vez el 9 de enero, nadie sabía de su paradero hasta que su cadáver fue descubierto en un campo de hierba el 15 de enero.

### 1954
En octubre de 1954, Margaret Brown se registró en el hotel. Una semana después murió tras saltar desde el séptimo piso y su cuerpo aterrizó sobre la marquesina del hotel por encima de las cabezas de los peatones en la concurrida Main St. Más tarde fue identificada por la policía como Helen C. Gurnee, de 55 años, empleada de una empresa de papelería de San Diego. Poco después, llamaron a la policía al vestíbulo del Auditorio Filarmónico para ayudar a un hombre que parecía estar histérico, pues había presenciado la muerte de la mujer. Él era Melvin Hinkley, estudiante del ministerio, el cual fue llevado al Hospital General para observación.

### 1962 - 1963
El 11 de febrero de 1962, Julia Frances Moore, de 50 años, saltó desde la ventana de su habitación del octavo piso. El cuerpo de la mujer aterrizó en el techo del segundo piso en el pozo de luz del edificio. El sargento Paul LePage dijo que la mujer, que no dejó notas, se había registrado en el hotel el miércoles. Su bolso y una pequeña bolsa de viaje fueron encontrados en la habitación.
En octubre de este mismo año, una mujer llamada Pauline Otton había estado peleando con su consorte, Dewey, en el noveno pavimento. Ella saltó por la ventana para «darle una escarmiento al pequeño». La mujer aterrizó sobre un peatón, George Gianinni, un hombre de avanzada edad, por lo que uno y otro murieron instantáneamente. Los oficiales dijeron que saltó o se cayó de la habitación cuando su esposo salió a cenar. Dewey, trabajador de hojalatería, dijo que su esposa había ido a su lugar de trabajo ese día en busca de reconciliación y que la llevó al hotel para discutirlo.
Un año después, un hombre identificado como Delbert Lawrence, de 65 años, de Oakland, aparentemente saltó desde el piso 13 del hotel. Su cuerpo aterrizó en un estacionamiento detrás del Hotel Cecil. No se encontraron notas de suicidio.
En junio de 1964, Eric Malnic publicó en Los Ángeles Times un artículo sobre Goldie Osgood, una operadora telefónica jubilada “cuyo acto más violento había sido ahuyentar a los pájaros más grandes que amenazaban a sus favoritos”. Osgood fue encontrada muerta en su habitación de hotel por la noche. Los oficiales dijeron que había sido apuñalada, estrangulada y violada y su habitación había sido saqueada. Su apodo era 'Pigeon Goldie' (Paloma Dorada), ya que solía salir y fomentar a las palomas locales.
No se sabe si Goldie estaba casada o tenía hijos. La mayoría de las mujeres a principios del siglo XX estaban casadas, pero después de la Gran Depresión de la década de 1930, las mujeres pudieron vivir independientemente de los hombres por primera vez. Indistintamente de la situación familiar de Goldie, cuando llegó al Hotel Cecil en 1958 (se cree que a los 59 años), estaba sola en el mundo. Después de un día en la plaza, paseando y alimentado a los animales pequeños, débiles o enfermizos como solía hacer, Goldie regresaba al hotel y conversaba con otros inquilinos antes de acostarse por la noche; ella era popular, sociable y querida. Dentro de la comunidad del hotel y del vecindario, Pigeon Goldie era una cara familiar. Esa noche su cuerpo fue descubierto por un hombre que distribuía guías telefónicas en habitaciones de hotel. Fue estrangulada con una de las toallas de mano del hotel por un atacante que nunca ha sido atrapado hasta el día de hoy.
Un hombre fue arrestado en ese momento como posible asesino de Goldie, Jacques B. Ehlinger. El joven de 29 años fue descubierto deambulando por las calles cercanas al hotel, cubierto de sangre. Posteriormente, fue descartado como sospechoso. Más tarde, los investigadores dijeron que el crimen pudo haber sido cometido por el mismo hombre que mató a otra mujer, la Sra. Viva Brown, de 50 años, de Oakland, en un hotel cercano el 16 de mayo pasado, pues las dos habían sido asesinadas y agredidas de manera muy similar, incluido el hecho de que se hospedaba en un hotel en la misma área.

### 1975
El 20 de diciembre de 1975, una mujer que se pensaba tenía 23 años saltó desde el pavimento 12. Se había registrado en el hotel el 16 de diciembre bajo el nombre de “Alison Lowell” pero aún se desconoce su verdadera identidad. La oficina del forense del condado de Los Ángeles nunca identificó el cuerpo. Un dato interesante es que encontraron cicatrices en ambas muñecas. Los artículos personales de la mujer no levantaron sospechas; en la cómoda de su habitación dejó un bolso negro y una llave metálica amarilla, junto con un boleto de autobús Greyhound desde Bakersfield, CA.

### 1984-1985
Durante dos años, Richard Ramirez, también conocido por el apodo de 'El acosador nocturno', un asesino en serie estadounidense que mató a 14 personas en la ciudad de Los Ángeles durante esos años, se hospedó en el Hotel Cecil, donde se instaló en el piso 14, planta en la que vivían los residentes de períodos largos; pagaba 14 dólares la noche y mató a 14 personas.
Según los reportes de la época, Ramírez llegó al hotel bañado en sangre, pero nadie dijo nada. El sujeto merodeaba y acechaba a sus víctimas en la zona de Skid Row, cercana al hotel, por eso había elegido el lugar como hospedaje. Se cree que fue durante su prolongada estancia en el Cecil que cometió gran parte de sus asesinatos. Fue detenido en 1985 y condenado en 1989. Richard Ramirez fue capturado gracias a su última víctima, la cual sobrevivió al ataque y tuvo la fortaleza, tras ser su marido asesinado y ella violada, de asomarse por la ventana. Vio escapar a Ramirez en una furgoneta Toyota de color naranja, y se lo comunicó a la policía inmediatamente.
En su sentencia final fue acusado de 14 asesinatos, 5 intentos de asesinato, 9 violaciones (entre las cuales tres fueron a menores), 2 secuestros (solía secuestrar a niños para abandonarlos a cientos de kilómetros de su casa, solo por el placer de hacerlos sufrir), 4 actos de sodomía, 2 felaciones forzadas, 5 robos y 14 allanamientos de morada.
Ramirez murió en 2013, el mismo año en que Elisa Lam fue hallada muerta dentro del tanque de agua. Algunas leyendas urbanas señalan que la joven de origen asiático habría sido una de sus víctimas. Con 53 años de edad, en el momento de su muerte Ramirez llevaba más de 23 años condenado a muerte y esperando su ejecución por el estado de California.

### 1991
El periodista austríaco Jack Unterweger, otro depredador serial, se hospedó en el Cecil en el año 1991, luego de 15 años de prisión. Este año, cuando ya era toda una celebridad y había empezado su trabajo como periodista, una revista austríaca lo contrató para escribir un artículo sobre un crimen que había sucedido en Los Ángeles. Viajó a la ciudad y eligió el Hotel Cecil para alojarse. Durante esos días, a espaldas de la ley, violó y estranguló con sus propios corpiños a tres prostitutas.
En 1974 fue condenado por haber estrangulado a una prostituta de 18 años, aunque sería liberado en 1990 gracias a que en la cárcel se mostrara arrepentido; incluso comenzó a escribir poesías, cuentos, obras de teatro y una autobiografía, lo que le sirvió para que se volviera popular e intelectuales de su país pidieran su liberación. Se terminó exhibiendo a Unterwerger como un ejemplo de rehabilitación. Posteriormente trabajaría como escritor y periodista, aunque a los nueve meses de su introducción a la sociedad, volvería a cometer asesinatos. Cuando regresó a Europa, el FBI comenzó a sospechar de él por estos tres crímenes. El estrangulador había vuelto a asesinar. Fue arrestado en Miami, en febrero de 1992, y condenado a cadena perpetua una vez regresó a Austria, tras ser acusado de un total de 12 asesinatos. Se suicidó, colgándose en su celda el mismo día en que escuchó su sentencia.

### 1992
En el año 1992, el cuerpo de un hombre afroamericano fue antitético en el callejón detrás del Hotel Cecil. La policía dijo que se había caído, saltado o había sido empujado desde el piso 15 del hotel. Nunca ha sido identificado, pero se cree que tenía 20 años.

### 2007-2017
Amy Price fue la gerente del Hotel Cecil durante diez años y entrevistada en la serie de Netflix. “Creo que en los 10 años que estuve trabajando allí, hubo unas 80 muertes”, afirma Amy. Documentado en Los Ángeles Times, el 25 de octubre de 2001 muere una mujer por sobredosis en el hotel; el 7 de octubre de 2001 hallan asesinada a una joven, la cual no fue identificada, y el 5 de julio de 2003, poco después del mediodía del sábado, un hombre fue encontrado muerto en una habitación del Hotel Cecil, siendo una posible víctima de estrangulamiento. La policía no lo identificó.
También se dice que durante el tiempo en que Amy regentó el hotel un hombre de 28 años murió en Main Street, en el centro de Los Ángeles, pudiéndose haberse precipitado desde el hotel el 13 de junio de 2015, según se publicó en Los Ángeles Times. La muerte estuvo bajo investigación como posible suicidio, pero la causa del crimen permanece indeterminada.

#### 2013
Pero el caso más reciente y mediático ocurrió en febrero de 2013, concretamente el 19 de este mes, cuando el cuerpo sin vida de la estudiante canadiense Elisa Lam fue encontrado en un tanque de agua de este mismo hotel. Muchas teorías y especulaciones salieron a la luz relacionadas con las anteriores muertes ocurridas en el hotel.
Elisa Lam, nacida en Vancouver en 1991 y conocida por su nombre cantonés, Lam Ho Yi (en chino tradicional), era hija de emigrantes de Hong Kong y estudió en la Universidad de Columbia británica. En enero de 2013, con 21 años, sin embargo, no se registró en la universidad y decidió emprender un viaje sola por Estados Unidos, pues le hacía ilusión conocer la costa oeste y especialmente Los Ángeles. Un 26 de enero se alojó en el Hotel Cecil, con la idea de dirigirse el día 31 a Santa Cruz.
Lam había sido diagnosticada de trastorno bipolar y depresión y se le habían recetado cuatro medicamentos (Wellbutrin, Lamotrigina, Quetiapina y Venlafaxina). Todos los días, desde que había comenzado su viaje, llamaba a sus padres para explicarles sus próximos planes. De pronto, el 31 de enero, dejó de hacerlo. Es allí cuando ellos denuncian su desaparición con la policía, que inició una búsqueda de varios días y que fue seguida minuciosamente por la prensa local. Fue el personal del hotel el que decidió investigar las cámaras de grabación, cuando se encontraron con algo perturbador. La grabación, que ha recorrido el mundo, mostraba a Elisa entrando en el ascensor del hotel asustada y tratando de esconderse, como si alguien la persiguiera. De la misma manera, parecía interactuar con algo o alguien que el espectador no puede ver. Lo más extraño del vídeo, sin embargo, es que se la observa pulsar los botones del ascensor frenéticamente, una y otra vez, sin que las puertas se cierren o el aparato reaccione de ningún modo. En el momento en que sale y desaparece por el pasillo, es cuando finalmente se cierran. Esas son las últimas imágenes que se conservan de la joven.
Fueron los propios huéspedes del hotel los que consiguieron que se diera con su paradero. A los pocos días de la desaparición de Elisa, comenzaron a quejarse de que el sistema del agua del hotel parecía tener problemas de presión, mal sabor y salía turbia. Cuando se revisó el depósito, en la azotea, encontraron el cuerpo de Elisa flotando en él, desnudo y en estado de descomposición. Asimismo, el cuerpo estaba desnudo y su ropa y cosas personales, como su reloj y la tarjeta de su habitación, flotando junto a ella. La autopsia reveló que el cadáver no había sufrido ningún daño o traumatismo y que tampoco había ingerido ninguna sustancia psicotrópica. Parecía haber sido una muerte accidental, por ahogamiento, aunque no descartaron un posible homicidio. Según los peritos forenses su muerte fue catalogada como un ahogamiento producto de un brote por su bipolaridad. Pero la forma en que Lam logró entrar a uno de los tanques y el paradero de su cuerpo ha confundido a las autoridades, debido a que estos son demasiados grandes y estaban detrás de una puerta cerrada. Al día siguiente, los funcionarios de salud pública emitieron un aviso de "no beber" a los huéspedes del hotel mientras se analizaba el agua para determinar si era seguro usarla. El capitán de bomberos Jaime Moore confirmó más tarde que una muestra de agua no mostró "preocupaciones de riesgo biológico" y que los tanques de agua del hotel no estaban conectados.
Sin embargo, la aparición del cadáver trajo consigo más preguntas que respuestas. Fuentes policiales le dijeron al Times que una puerta cerrada con llave y una escalera de incendios son las únicas formas de acceder al techo del hotel. La puerta, a la que solo pueden acceder los empleados, también está equipada con una alarma que notifica al personal del hotel si hay alguien arriba, por lo que alguien, en caso de haber asesinado a Elisa, debería haber evitado o apagado, además de tener que subir hasta el tanque usando una escalera de más de tres metros con el cadáver a cuestas. La opción de que fuera la propia Elisa la que se hubiera arrojado dentro también era complicada, puesto que la tapa del depósito pesaba demasiado y los bomberos tuvieron que hacer un orificio para extraer el cadáver. “La ubicación de los tanques de agua es muy pequeña y está configurada de manera muy estrecha, por lo que es un poco más difícil sacar el cuerpo”, dijo la portavoz de la policía, la oficial Sara Faden. Según el residente del hotel desde hace mucho tiempo Bernard Diaz [que vivió en el Cecil durante más de 30 años] informó que se inundó el cuarto piso aproximadamente cuando Lam desapareció, y dijo que escuchó un golpe tan fuerte una noche que “se cayó de la cama”.
Por supuesto, al hacerse viral la muerte de la muchacha, surgieron un montón de teorías conspirativas. Dado que Lam fue inicialmente uno de varios estudiantes desaparecidos en ese momento, su desaparición no llamó mucho la atención hasta la publicación de un video de vigilancia por parte del Departamento de Policía de Los Ángeles en febrero de 2013. Incluso entonces, no fue hasta que las circunstancias inusuales de su muerte por ahogamiento se revelaron que aumentó el interés de los medios en el caso de Lam. Al contrario de los relatos posteriores, la muerte de Lam fue noticia tanto a nivel local como internacional. El porqué el cuerpo de Lam estuvo en el tanque de agua sigue siendo un misterio hasta el día de hoy. El forense del Condado de Los Ángeles catalogó la muerte de Lam como accidental, producida por ahogamiento, y consideró el trastorno bipolar de Lam como un factor "determinante".
Mientras que la investigación policial no encontró evidencia alguna de acto criminal, los internautas descubrieron una gran similitud entre la muerte de Elisa y la historia de la película Dark Water ('La Huella', en España), un film de terror japonés de 2002, que cuenta la historia de un apartamento en el que los fantasmas se aparecen en el ascensor y en forma de agua turbia que gotea en los grifos y en el techo. En la película también se encuentra el cuerpo de una chica asesinada en el tanque de agua, en la azotea del edificio. Una loca teoría de la red asegura que el primer número que Elisa pulsó en el ascensor fue el cuatro (número de la mala suerte en algunos países de Asia), forma en la que se inicia un ritual originario de Corea del Sur para pasar a otra dimensión.
La serie documental sobre este caso acumula decepciones en las mismas redes sociales por este tipo de especulaciones, precisamente. Esta decepción viene dada por el sensacionalismo, el conspiracionismo y las emociones que son alimentas, según la expectación, en relación con el asesinato de la joven canadiense Elisa Lam. Los llamados true crime, como es esta serie documental, son crímenes reales que sustentan buena parte de su éxito en que pueden ser vistos como thrillers, entre la trepidación y el escalofrío. Un claro ejemplo es el vídeo de Elisa Lam, el cual es difundido primeramente con el fin de obtener alguna pista proveniente de la colaboración ciudadana, pero termina creando “un fenómeno viral y espolear a una legión de investigadores aficionados dispuestos a resolver el misterio casi sin levantar el culo del asiento ni apartar los ojos de la pantalla", según el periodista Iván Vila, de El País. Muchos espectadores critican el hecho de que documental lanzara una reflexión a modo de advertencia sobre Internet y su uso en la actualidad, pues la difunta Elisa Lam volcaba todas sus insatisfacciones y problemas en una red social, y que los investigadores de este mismo caso llenaran los huecos que dejó toda la información a la que no pudo acceder con especulaciones que empezaron siendo insinuaciones de presencia de elementos sobrenaturales y que derivan en teorías conspirativas y señalamientos.